# 3e étape du Tour de France Femmes 2023
Pour un article plus général, voir Tour de France Femmes 2023.
La 3e étape du Tour de France Femmes 2023 se déroule le mardi 25 juillet 2023 entre Collonges-la-Rouge et Montignac-Lascaux, sur une distance de 147,2 kilomètres.

## Déroulement de la course
La Belge Julie Van de Velde (Fenix-Deceuninck) s'isole en tête à une soixantaine de kilomètres de l'arrivée dans la côte des Andrieux. Elle possède un avantage maximal de deux minutes et trente secondes sur le peloton. Mais elle est reprise par le peloton dans les 250 derniers mètres. La Néerlandaise Lorena Wiebes (SD Worx) l'emporte au sprint devant Marianne Vos (Jumbo-Visma) et la Belge Lotte Kopecky qui conserve son maillot jaune.

## Résultats

### Classement de l'étape
| Classement de la 3e étape | Classement de la 3e étape | Classement de la 3e étape | Classement de la 3e étape | Classement de la 3e étape |
|                           | Coureur                   | Pays                      | Équipe                    | Temps                     |
| ------------------------- | ------------------------- | ------------------------- | ------------------------- | ------------------------- |
| 1er                       | Lorena Wiebes             | Pays-Bas                  | SD Worx                   | en 3 h 49 min 47 s        |
| 2e                        | Marianne Vos              | Pays-Bas                  | Jumbo-Visma               | + 0 s                     |
| 3e                        | Lotte Kopecky             | Belgique                  | SD Worx                   | + 0 s                     |
| 4e                        | Chiara Consonni           | Italie                    | UAE Team ADQ              | + 0 s                     |
| 5e                        | Elisa Balsamo             | Italie                    | Lidl-Trek                 | + 0 s                     |
| 6e                        | Alexandra Manly           | Australie                 | Team Jayco AlUla          | + 0 s                     |
| 7e                        | Charlotte Kool            | Pays-Bas                  | Team DSM-Firmenich        | + 0 s                     |
| 8e                        | Susanne Andersen          | Norvège                   | Uno-X Pro Cycling Team    | + 0 s                     |
| 9e                        | Soraya Paladin            | Italie                    | Canyon-SRAM Racing        | + 2 s                     |
| 10e                       | Julie De Wilde            | Belgique                  | Fenix-Deceuninck          | + 2 s                     |
| modifier                  |                           |                           |                           |                           |

### Bonifications en temps
|   | Coureur       | Pays     | Équipe      | Secondes |
| - | ------------- | -------- | ----------- | -------- |
| 1 | Lorena Wiebes | Pays-Bas | SD Worx     | 10 s     |
| 2 | Marianne Vos  | Pays-Bas | Jumbo-Visma | 6 s      |
| 3 | Lotte Kopecky | Belgique | SD Worx     | 4 s      |

### Points attribués
| Sprint intermédiaire Badefols-d'Ans (km 121,4) | Sprint intermédiaire Badefols-d'Ans (km 121,4) | Sprint intermédiaire Badefols-d'Ans (km 121,4) | Sprint intermédiaire Badefols-d'Ans (km 121,4) | Sprint intermédiaire Badefols-d'Ans (km 121,4) |
| ---------------------------------------------- | ---------------------------------------------- | ---------------------------------------------- | ---------------------------------------------- | ---------------------------------------------- |
|                                                | Coureur                                        | Pays                                           | Équipe                                         | Point(s)                                       |
| 1er                                            | Julie Van de Velde                             | Belgique                                       | Fenix-Deceuninck                               | 25                                             |
| 2e                                             | Lorena Wiebes                                  | Pays-Bas                                       | SD Worx                                        | 20                                             |
| 3e                                             | Ashleigh Moolman Pasio                         | Afrique du Sud                                 | AG Insurance-Soudal Quick-Step                 | 17                                             |
| 4e                                             | Lotte Kopecky                                  | Belgique                                       | SD Worx                                        | 15                                             |
| 5e                                             | Anna Henderson                                 | Grande-Bretagne                                | Jumbo-Visma                                    | 13                                             |
| 6e                                             | Mischa Bredewold                               | Pays-Bas                                       | SD Worx                                        | 11                                             |
| 7e                                             | Julia Borgström                                | Suède                                          | AG Insurance-Soudal Quick-Step                 | 10                                             |
| 8e                                             | Elise Chabbey                                  | Suisse                                         | Canyon-SRAM Racing                             | 9                                              |
| 9e                                             | Mavi García                                    | Espagne                                        | Liv Racing TeqFind                             | 8                                              |
| 10e                                            | Katarzyna Niewiadoma                           | Pologne                                        | Canyon-SRAM Racing                             | 7                                              |
| 11e                                            | Karlijn Swinkels                               | Pays-Bas                                       | Jumbo-Visma                                    | 6                                              |
| 12e                                            | Silke Smulders                                 | Pays-Bas                                       | Liv Racing TeqFind                             | 5                                              |
| 13e                                            | Sarah Roy                                      | Australie                                      | Canyon-SRAM Racing                             | 4                                              |
| 14e                                            | Marianne Vos                                   | Pays-Bas                                       | Jumbo-Visma                                    | 3                                              |
| 15e                                            | Riejanne Markus                                | Pays-Bas                                       | Jumbo-Visma                                    | 2                                              |
| modifier                                       |                                                |                                                |                                                |                                                |

| Arrivée d'étape Montignac-Lascaux (km 147,2) | Arrivée d'étape Montignac-Lascaux (km 147,2) | Arrivée d'étape Montignac-Lascaux (km 147,2) | Arrivée d'étape Montignac-Lascaux (km 147,2) | Arrivée d'étape Montignac-Lascaux (km 147,2) |
| -------------------------------------------- | -------------------------------------------- | -------------------------------------------- | -------------------------------------------- | -------------------------------------------- |
|                                              | Coureur                                      | Pays                                         | Équipe                                       | Point(s)                                     |
| 1er                                          | Lorena Wiebes                                | Pays-Bas                                     | SD Worx                                      | 50                                           |
| 2e                                           | Marianne Vos                                 | Pays-Bas                                     | Jumbo-Visma                                  | 30                                           |
| 3e                                           | Lotte Kopecky                                | Belgique                                     | SD Worx                                      | 20                                           |
| 4e                                           | Chiara Consonni                              | Italie                                       | UAE Team ADQ                                 | 18                                           |
| 5e                                           | Elisa Balsamo                                | Italie                                       | Lidl-Trek                                    | 16                                           |
| 6e                                           | Alexandra Manly                              | Australie                                    | Team Jayco AlUla                             | 14                                           |
| 7e                                           | Charlotte Kool                               | Pays-Bas                                     | Team DSM-Firmenich                           | 12                                           |
| 8e                                           | Susanne Andersen                             | Norvège                                      | Uno-X Pro Cycling Team                       | 10                                           |
| 9e                                           | Soraya Paladin                               | Italie                                       | Canyon-SRAM Racing                           | 8                                            |
| 10e                                          | Julie De Wilde                               | Belgique                                     | Fenix-Deceuninck                             | 7                                            |
| 11e                                          | Marta Lach                                   | Pologne                                      | Ceratizit-WNT                                | 6                                            |
| 12e                                          | Lotta Henttala                               | Finlande                                     | AG Insurance-Soudal Quick-Step               | 5                                            |
| 13e                                          | Letizia Borghesi                             | Italie                                       | EF Education-TIBCO-SVB                       | 4                                            |
| 14e                                          | Babette van der Wolf                         | Pays-Bas                                     | Lifeplus Wahoo                               | 3                                            |
| 15e                                          | Sarah Roy                                    | Australie                                    | Canyon-SRAM Racing                           | 2                                            |
| modifier                                     |                                              |                                              |                                              |                                              |

### Cols et côtes
| Côte du Peyroux (km 27,2) 3e catégorie (4,8 km à 4,0 %) | Côte du Peyroux (km 27,2) 3e catégorie (4,8 km à 4,0 %) | Côte du Peyroux (km 27,2) 3e catégorie (4,8 km à 4,0 %) | Côte du Peyroux (km 27,2) 3e catégorie (4,8 km à 4,0 %) | Côte du Peyroux (km 27,2) 3e catégorie (4,8 km à 4,0 %) |
| ------------------------------------------------------- | ------------------------------------------------------- | ------------------------------------------------------- | ------------------------------------------------------- | ------------------------------------------------------- |
|                                                         | Coureur                                                 | Pays                                                    | Équipe                                                  | Point(s)                                                |
| 1er                                                     | Kathrin Hammes                                          | Allemagne                                               | EF Education-TIBCO-SVB                                  | 3                                                       |
| 2e                                                      | Anouska Koster                                          | Pays-Bas                                                | Uno-X Pro Cycling Team                                  | 2                                                       |
| 3e                                                      | Yara Kastelijn                                          | Pays-Bas                                                | Fenix-Deceuninck                                        | 1                                                       |
| modifier                                                |                                                         |                                                         |                                                         |                                                         |

| Côte du Pératel (km 30,9) 4e catégorie (2,0 km à 5,3 %) | Côte du Pératel (km 30,9) 4e catégorie (2,0 km à 5,3 %) | Côte du Pératel (km 30,9) 4e catégorie (2,0 km à 5,3 %) | Côte du Pératel (km 30,9) 4e catégorie (2,0 km à 5,3 %) | Côte du Pératel (km 30,9) 4e catégorie (2,0 km à 5,3 %) |
| ------------------------------------------------------- | ------------------------------------------------------- | ------------------------------------------------------- | ------------------------------------------------------- | ------------------------------------------------------- |
|                                                         | Coureur                                                 | Pays                                                    | Équipe                                                  | Point(s)                                                |
| 1er                                                     | Kathrin Hammes                                          | Allemagne                                               | EF Education-TIBCO-SVB                                  | 2                                                       |
| 2e                                                      | Anouska Koster                                          | Pays-Bas                                                | Uno-X Pro Cycling Team                                  | 1                                                       |
| modifier                                                |                                                         |                                                         |                                                         |                                                         |

| Côte de l'Escurotte (km 58,1) 4e catégorie (2,6 km à 4,7 %) | Côte de l'Escurotte (km 58,1) 4e catégorie (2,6 km à 4,7 %) | Côte de l'Escurotte (km 58,1) 4e catégorie (2,6 km à 4,7 %) | Côte de l'Escurotte (km 58,1) 4e catégorie (2,6 km à 4,7 %) | Côte de l'Escurotte (km 58,1) 4e catégorie (2,6 km à 4,7 %) |
| ----------------------------------------------------------- | ----------------------------------------------------------- | ----------------------------------------------------------- | ----------------------------------------------------------- | ----------------------------------------------------------- |
|                                                             | Coureur                                                     | Pays                                                        | Équipe                                                      | Point(s)                                                    |
| 1er                                                         | Kathrin Hammes                                              | Allemagne                                                   | EF Education-TIBCO-SVB                                      | 2                                                           |
| 2e                                                          | Coryn Labecki                                               | États-Unis                                                  | Jumbo-Visma                                                 | 1                                                           |
| modifier                                                    |                                                             |                                                             |                                                             |                                                             |

| Côte des Andrieux (km 89,4) 4e catégorie (2,6 km à 4,1 %) | Côte des Andrieux (km 89,4) 4e catégorie (2,6 km à 4,1 %) | Côte des Andrieux (km 89,4) 4e catégorie (2,6 km à 4,1 %) | Côte des Andrieux (km 89,4) 4e catégorie (2,6 km à 4,1 %) | Côte des Andrieux (km 89,4) 4e catégorie (2,6 km à 4,1 %) |
| --------------------------------------------------------- | --------------------------------------------------------- | --------------------------------------------------------- | --------------------------------------------------------- | --------------------------------------------------------- |
|                                                           | Coureur                                                   | Pays                                                      | Équipe                                                    | Point(s)                                                  |
| 1er                                                       | Julie Van de Velde                                        | Belgique                                                  | Fenix-Deceuninck                                          | 2                                                         |
| 2e                                                        | Anouska Koster                                            | Pays-Bas                                                  | Uno-X Pro Cycling Team                                    | 1                                                         |
| modifier                                                  |                                                           |                                                           |                                                           |                                                           |

| \| Côte de Saint-Robert (km 92,2) 4e catégorie (1,1 km à 6,2 %) \| Côte de Saint-Robert (km 92,2) 4e catégorie (1,1 km à 6,2 %) \| Côte de Saint-Robert (km 92,2) 4e catégorie (1,1 km à 6,2 %) \| Côte de Saint-Robert (km 92,2) 4e catégorie (1,1 km à 6,2 %) \| Côte de Saint-Robert (km 92,2) 4e catégorie (1,1 km à 6,2 %) \| \| ------------------------------------------------------------ \| ------------------------------------------------------------ \| ------------------------------------------------------------ \| ------------------------------------------------------------ \| ------------------------------------------------------------ \| \| \| Coureur \| Pays \| Équipe \| Point(s) \| \| 1er \| Julie Van de Velde \| Belgique \| Fenix-Deceuninck \| 2 \| \| 2e \| Christina Schweinberger \| Autriche \| Fenix-Deceuninck \| 1 \| \| modifier \| \| \| \| \| |                         |          |                  |          |
| Côte de Saint-Robert (km 92,2) 4e catégorie (1,1 km à 6,2 %) |                         |          |                  |          |
| | Coureur                 | Pays     | Équipe           | Point(s) |
| 1er | Julie Van de Velde      | Belgique | Fenix-Deceuninck | 2        |
| 2e | Christina Schweinberger | Autriche | Fenix-Deceuninck | 1        |
| modifier |                         |          |                  |          |

### Prix de la combativité
- Julie Van de Velde (Fenix-Deceuninck)

## Classements à l'issue de l'étape

### Classement général
| Classement général | Classement général     | Classement général | Classement général             | Classement général |
|                    | Coureur                | Pays               | Équipe                         | Temps              |
| ------------------ | ---------------------- | ------------------ | ------------------------------ | ------------------ |
| 1er                | Lotte Kopecky          | Belgique           | SD Worx                        | en 11 h 7 min 19 s |
| 2e                 | Liane Lippert          | Allemagne          | Movistar Team                  | + 55 s             |
| 3e                 | Ashleigh Moolman Pasio | Afrique du Sud     | AG Insurance-Soudal Quick-Step | + 1 min 5 s        |
| 4e                 | Katarzyna Niewiadoma   | Pologne            | Canyon-SRAM Racing             | + 1 min 5 s        |
| 5e                 | Elisa Longo Borghini   | Italie             | Lidl-Trek                      | + 1 min 5 s        |
| 6e                 | Annemiek van Vleuten   | Pays-Bas           | Movistar Team                  | + 1 min 5 s        |
| 7e                 | Tamara Dronova         | Neutre,            | Israel-Premier Tech Roland     | + 1 min 5 s        |
| 8e                 | Demi Vollering         | Pays-Bas           | SD Worx                        | + 1 min 5 s        |
| 9e                 | Cecilie Uttrup Ludwig  | Danemark           | FDJ-Suez                       | + 1 min 5 s        |
| 10e                | Amanda Spratt          | Australie          | Lidl-Trek                      | + 1 min 9 s        |
| modifier           |                        |                    |                                |                    |

| Classement par points | Classement par points     | Classement par points | Classement par points          | Classement par points |
| --------------------- | ------------------------- | --------------------- | ------------------------------ | --------------------- |
|                       | Coureur                   | Pays                  | Équipe                         | Point(s)              |
| 1er                   | Lotte Kopecky             | Belgique              | SD Worx                        | 125 points            |
| 2e                    | Lorena Wiebes             | Pays-Bas              | SD Worx                        | 100 pts               |
| 3e                    | Ashleigh Moolman Pasio    | Afrique du Sud        | AG Insurance-Soudal Quick-Step | 79 pts                |
| 4e                    | Marianne Vos              | Pays-Bas              | Jumbo-Visma                    | 64 pts                |
| 5e                    | Liane Lippert             | Allemagne             | Movistar Team                  | 36 pts                |
| 6e                    | Charlotte Kool            | Pays-Bas              | Team DSM-Firmenisch            | 35 pts                |
| 7e                    | Demi Vollering            | Pays-Bas              | SD Worx                        | 32 pts                |
| 8e                    | Silvia Persico            | Italie                | UAE Team ADQ                   | 30 pts                |
| 9e                    | Maria Giulia Confalonieri | Italie                | Uno-X Pro Cycling Team         | 28 pts                |
| 10e                   | Yara Kastelijn            | Pays-Bas              | Fenix-Deceuninck               | 27 pts                |
| modifier              |                           |                       |                                |                       |

| Classement de la meilleure grimpeuse | Classement de la meilleure grimpeuse | Classement de la meilleure grimpeuse | Classement de la meilleure grimpeuse | Classement de la meilleure grimpeuse |
| ------------------------------------ | ------------------------------------ | ------------------------------------ | ------------------------------------ | ------------------------------------ |
|                                      | Coureur                              | Pays                                 | Équipe                               | Point(s)                             |
| 1er                                  | Julie Van de Velde                   | Belgique                             | Fenix-Deceuninck                     | 9 points                             |
| 2e                                   | Yara Kastelijn                       | Pays-Bas                             | Fenix-Deceuninck                     | 8 pts                                |
| 3e                                   | Kathrin Hammes                       | Allemagne                            | EF Education-TIBCO-SVB               | 7 pts                                |
| 4e                                   | Anouska Koster                       | Pays-Bas                             | Uno-X Pro Cycling Team               | 7 pts                                |
| 5e                                   | Georgia Williams                     | Nouvelle-Zélande                     | EF Education-TIBCO-SVB               | 4 pts                                |
| 6e                                   | Lotte Kopecky                        | Belgique                             | SD Worx                              | 3 pts                                |
| 7e                                   | Marlen Reusser                       | Suisse                               | SD Worx                              | 3 pts                                |
| 8e                                   | Katarzyna Niewiadoma                 | Pologne                              | Canyon-SRAM Racing                   | 3 pts                                |
| 9e                                   | Elisa Longo Borghini                 | Italie                               | Lidl-Trek                            | 2 pts                                |
| 10e                                  | Hannah Ludwig                        | Allemagne                            | Uno-X Pro Cycling Team               | 2 pts                                |
| modifier                             |                                      |                                      |                                      |                                      |

| Classement général de la meilleure jeune | Classement général de la meilleure jeune | Classement général de la meilleure jeune | Classement général de la meilleure jeune | Classement général de la meilleure jeune |
|                                          | Coureur                                  | Pays                                     | Équipe                                   | Temps                                    |
| ---------------------------------------- | ---------------------------------------- | ---------------------------------------- | ---------------------------------------- | ---------------------------------------- |
| 1er                                      | Cédrine Kerbaol                          | France                                   | Ceratizit-WNT                            | en 11 h 9 min 19 s                       |
| 2e                                       | Ella Wyllie                              | Nouvelle-Zélande                         | Lifeplus Wahoo                           | + 1 min 21 s                             |
| 3e                                       | Silke Smulders                           | Pays-Bas                                 | Liv Racing TeqFind                       | + 2 min 21 s                             |
| 4e                                       | Eleonora Gasparrini                      | Italie                                   | UAE Team ADQ                             | + 3 min 9 s                              |
| 5e                                       | Julia Borgström                          | Suède                                    | AG Insurance-Soudal Quick-Step           | + 3 min 16 s                             |
| 6e                                       | Alice Towers                             | Grande-Bretagne                          | Canyon-SRAM Racing                       | + 6 min 23 s                             |
| 7e                                       | Léa Curinier                             | France                                   | Team DSM-Firmenich                       | + 6 min 40 s                             |
| 8e                                       | Caroline Andersson                       | Suède                                    | Liv Racing TeqFind                       | + 7 min 38 s                             |
| 9e                                       | Nina Berton                              | Luxembourg                               | Ceratizit-WNT                            | + 10 min 14 s                            |
| 10e                                      | Camille Fahy                             | France                                   | St Michel-Mavic-Auber93                  | + 12 min 57 s                            |
| modifier                                 |                                          |                                          |                                          |                                          |

| Classement par équipes | Classement par équipes | Classement par équipes | Classement par équipes |
|                        | Équipe                 | Pays                   | Temps                  |
| ---------------------- | ---------------------- | ---------------------- | ---------------------- |
| 1re                    | SD Worx                | Pays-Bas               | en 33 h 24 min 27 s    |
| 2e                     | Canyon-SRAM Racing     | Allemagne              | + 1 min 7 s            |
| 3e                     | UAE Team ADQ           | Émirats arabes unis    | + 2 min 39 s           |
| 4e                     | Movistar Team          | Espagne                | + 2 min 40 s           |
| 5e                     | Jumbo-Visma            | Pays-Bas               | + 2 min 50 s           |
| 6e                     | FDJ-Suez               | France                 | + 2 min 55 s           |
| 7e                     | Lidl-Trek              | États-Unis             | + 4 min 42 s           |
| 8e                     | Fenix-Deceuninck       | Belgique               | + 5 min 16 s           |
| 9e                     | Team DSM-Firmenich     | Pays-Bas               | + 6 min 0 s            |
| 10e                    | EF Education-TIBCO-SVB | États-Unis             | + 6 min 10 s           |
| modifier               |                        |                        |                        |

## Abandons
Trois abandons ont eu lieu lors de la 3e étape :
- Marte Berg Edseth (Uno-X Pro Cycling Team) : abandon
- Špela Kern (Cofidis) : non-partante
- Lucie Jounier (Coop-Hitec Products) : abandon